# آق‌تپه البرز (محوطه ۳۲)
آق تپه البرز (محوطه ۳۲) در شهرستان قم، بخش مرکزی، روستای البرز واقع شده و این اثر در تاریخ ۱۰ دی ۱۳۸۱ با شمارهٔ ثبت ۶۶۰۴ به‌عنوان یکی از آثار ملی ایران به ثبت رسیده است.